# 鯤溟里
鯤溟里是一個位於臺灣臺南市將軍區的里，為青鯤鯓二里之一，劃為6鄰，原稱鯤溟村，因臺南縣市合併而改為鯤溟里。鯤溟村一名相傳由鄉紳陳天賜所命，因青鯤鯓瀕臨大海，取「鯤鯓大海」之意而稱「鯤溟」。

## 範圍
鯤溟里位於將軍區西南部，東接將軍里，南臨七股區西寮里、頂山里，北方則為鯤鯓里，於青鯤鯓聚落內以朝天宮廟南之東西向道路為界，以南屬鯤溟里。

## 設施
- 青山漁港
- 青山漁港漁具補整場
- 鯤鯓國小
- 七股鹽場